# Osericta cheliferoides
Osericta cheliferoides là một loài nhện trong họ Salticidae.
Loài này thuộc chi Osericta. Osericta cheliferoides được Władysław Taczanowski miêu tả năm 1878.